# Металургійний завод Коніамбо
Металургійний завод Коніамбо — виробничий майданчик у Меланезії на острові Нова Каледонія (заморське володіння Франції).
Майданчик ввели в дію у 2013—2014 роках у межах єдиного проєкту з нікелевою копальнею Коніамбо, продукція якої доправляється до розташованого на узбережжі металургійного заводу по конвеєру завдовжки 11 кілометрів.
Першим етапом технологічного процесу є сушка руди, що провадиться за рахунок її розігріву до 160 градусів гарячими відхідними газами з ТЕС Коніамбо, яка є складовою частиною проєкту. Далі підсушена руда потрапляє в піч для кальцинування, де температура становить біля 1000 градусів, після чого проходить через установку вилучення оксидів заліза, що використовує вдування вугільного пилу. Завершальним етапом процесу є плавка у електродуговій печі при температурі у 1600 градусів.
Завод випускає феронікель, при цьому його річна проєктна потужність становить 176 тисяч тонн, або в перерахунку на нікель 55 тисяч тонн.
Водопостачання здійснюється з використанням опріснювальної установки, яка використовує технологію зворотного осмосу.
Відвантаження продукції та отримання сировини (зокрема, вугілля) відбувається через зведені в межах проєкту власні портові потужності.
Проєкт реалізували через компанію Koniambo Nickel SAS (KNS), власниками якої з частками у 51 % та 49 % є новокаледонська Société Minière du Sud Pacifique SA (SMSP) та британо-швейцарський концерн Glencore (первісно уклали угоду з Xstrata, що була в 2013-му поглинена Glencore). Найбільшим власником SMSP з часткою у 85 % є Société financier et de développement de la Province Nord (SOFINOR), що в свою чергу належала Північній провінції (87 %), провінції Острови Луайоте (5 %) та представникам місцевих племен, які діяли через об'єднання «Sud minier», «Côte océanienne»" та «Grand Nord».
У лютому 2024-го через несприятливу ринкову ситуацію Glencore оголосила про консервацію потужностей проєкту Коніамбо, при цьому печі мали залишатись у розігрітому стані протягом ще 6 місяців.